# La A de Can Franquesa
La A de Can Franquesa és una lletra "A" encerclada formant el símbol anarquista pintada en un mur de contenció de terres al vessant de la muntanya on hi ha el barri de Can Franquesa a Santa Coloma de Gramenet (Barcelonès).

## Història
Va ser pintada el 12 d'octubre de 1979 per l'aleshores guixaire Manolo Moreno, nascut a Tocón (Granada), i 4 anarquistes més (Sabas, Isidro, Chini i José) que formaven part de les Joventuts Llibertàries de Santa Coloma de Gramenet. Hi van treballar durant 4 dies dibuixant i pintant penjats amb material d'escalada sobre el mur de manera que el dia 12 estigués acabada.
| « | La A es va dibuixar el dia 12 d'octubre de 1979, la festa de la Hispanitat. Ho vam fer perquè nosaltres volíem celebrar la llibertat i no la hispanitat. Manolo Moreno citat per J.Pérez Andújar | » |

El mural, amb més de 3 dècades, és un dels murals històrics de l'àrea metropolitana de Barcelona i ha estat respectat per les diverses administracions, veïns i artistes de carrer. Al seu costat s'hi han fet murals també rellevants, com el mural de l'artista Milú contra la línia de molt alta tensió pintat el juliol de 2012.
El 12 d'octubre de 2012 la "A" va ser restaurada per iniciativa de 4 dels seus autors originals, Manolo, Sabas, Isidro i Chiri, que es van trobar per l'ocasió. La restauració es va programar com unes jornades obertes entre el divendres 12 i el diumenge 14 durant les quals es van fer xerrades sobre els desallotjaments, la MAT, el cas Scala i la història de la lluita obrera; també es va recitar poesia, passar vídeos i hi va haver concerts.
L'any 2014 Toni Ramos va guanyar el primer premi del concurs Cologramers amb una fotografia de la A de Can Franquesa; en una edició d'aquest concurs organitzat per l'ajuntament de la ciutat a través d'Instagram on es van presentar 1100 fotografies de 70 participants i on van participar 1083 persones per votar els premis entre les 194 fotografies seleccionades pel jurat.

## Ubicació i dimensions

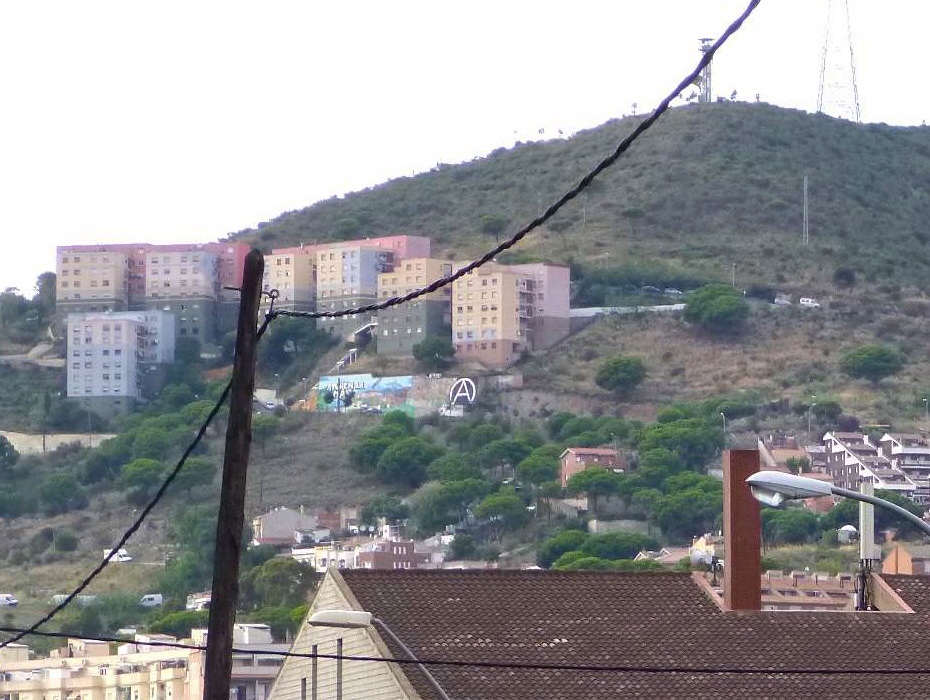
Vista de la A des del barri de la Trinitat Nova de Barcelona

El mural, amb la A dins un cercle de 6,5 metres de diàmetre, es troba al barri de Can Franquesa de Santa Coloma de Gramenet, un barri obrer, principalment format per blocs de pisos que s'enfilen pel vessant de la muntanya. Per la seva ubicació és un referent per localitzar el barri, ja que és visible des d'altres barris de Santa Coloma, des del barri barceloní de la Trinitat o des de la riba del riu Besòs. També és visible des de l'autovia B-20 al seu pas sobre el riu.